# Jakob Henle
Friedrich Gustav Jakob Henle (n. 9 iulie 1809 – d. 13 mai 1885) a fost un medic anatomo-patolog german, evreu de origine, care a descoperit, între altele, ansa Henle, element structural al nefronului.

### Viața și opera
Henle s-a născut în 1809 în familia unor negustori evrei din Fürth. Unchiul său a fost negustorul Elkan Henle (1761-1833), activist pentru emanciparea evreilor din Bavaria. Din cauza limitelor discriminatorii impuse copiilor evrei de către autoritățile din Bavaria, familia Henle s-a mutat în 1815 la Mainz în Renania. În 1821 tatăl Simon Wolf Henlein sau Henle s-a botezat devenind Wilhelm Henle și împreună cu el,întreaga familie s-a convertit la creștinismul luteran
După ce a studiat medicina la Heidelberg și la Bonn, unde și-a luat și diploma de medic în 1832, Jakob Henle a devenit prosectorul lui Johannes Muller la Berlin. Timp de șase ani cât a avut această poziție, a publicat trei monografii anatomice despre noi specii de animale și numeroase alte articole despre sistemul limfatic, distribuția epiteliului în organismul uman, structura și dezvoltarea părului, secreția mucoasă și de puroi, etc.
În 1840 a acceptat postul profesor de anatomie la Zürich, iar în 1844 a fost chemat la Heidelberg, unde a predat nu doar anatomie ci și fiziologie și patologie. Tot în această perioadă era implicat în scrierea celor șase volume de anatomie generală din tratatul lui Samuel Thomas von Sommering, publicat la Leipzig între anii 1841 și 1844. În 1846 a apărut faimosul Manual de patologie rațională, ce a marcat începutul unei noi ere în studiile patologice deoarece, în această carte, Henle a tratat fiziologia și patologia ca ramuri ale aceleiași științe, considerând semnele și simptomele bolilor ca fiind relaționate cu fiziologia lor.
În 1852 s-a mutat în Göttingen, unde a tipărit, trei ani mai târziu, prima versiune a Ghidului de anatomie umană sistematică, ultima versiune a acestei cărți fiind publicată abia în 1873. Acest ghid a fost probabil cea mai completă și detaliată carte de acest gen, fiind remarcabilă atât prin integralitatea și amănuntele descrierilor anatomice cât și prin numărul impresionant de ilustrații cu vasele sangvine, membrane seroase, rinichi, ochi, unghii, sistem nervos central, etc.

### Descoperiri anatomice și patologice asociate cu numele său
- Ansa Henle (vezi struct. glomerulului renal)
- Corpurile Henle (vezi struct. corneei)
- Fisura Henle (vezi struct. fibrelor miocardice)
- Ampula Henle (vezi struct. tubului uterin)
- Țesutul lui Henle (vezi struct. radacinii foliculului pilos)
- Ligamentul lui Henle (vezi struct. muschilor transversi abdominali - ligamente de intarire)
- Membrana Henle (vezi struct. coroidei globului ocular)
- Teaca Henle (vezi struct. nervului - partea axonica)
- Spina lui Henle (vezi struct. craniului - mastoida - spina suprameatica)

### Studenți faimoși
Cel mai faimos student al său a fost Robert Koch, cunoscut pentru descoperirea bacilului Koch. Cei doi au creat regulile fundamentale de descriere corectă a microbilor ce stau la baza bolilor infecțioase: postulatele Henle-Koch.
Henle a murit la Göttingen.